# Шустер-клуб
Шустер-клуб (1772—1914, также Немецкий клуб, Петербургское немецкое собрание, Большой бюргерский клуб) — собрание этнических немцев в Санкт-Петербурге.

## Название
Название произошло от фамилии первого распорядителя. Согласно Г. Зуеву, после разорения Шустера петербургская немецкая диаспора собрала деньги для помощи ему и организовала клуб во главе с Шустером. Официальный устав был принят 2-го (по некоторым источникам 1-го) февраля 1772 года при переезде из двух комнат в большое помещение.

## Членство и финансы
Первоначально имея «мещанский уклон» (название стало нарицательным для таких клубов), клуб позже стал популярным и среди русских дворян. Членами могли стать только мужчины.
Клуб существовал на членские взносы: первый год — 25 рублей, затем по 16 рублей в год. Число членов достигало 700 человек.

## Развлечения
Клуб устраивал танцевальные и музыкальные вечера, в нём была разрешена карточная и бильярдная игра, домино (а позже и шахматы, здесь проводились некоторые из первых русских турниров), а также распитие пива. Клуб внёс новшество в театральную жизнь России — именно здесь впервые появился гардероб с номерками.

## Благотворительность
Во флигеле дома Демидова, который снимал клуб, располагались благотворительные союзы для помощи немцам-землякам: в 1842 году — «Немецкий благотворительный союз», в 1886 году — «Союз подданных Германской империи» (Бисмарк был первым почётным членом этого союза, когда он работал в дипломатической миссии в России[уточнить]). При клубе в 1869 году была учреждена вдовья касса. Клуб поддерживал до 150 престарелых и воспитание нескольких сирот. Вследствие его благотворительной деятельности, Шустер-клуб можно считать одной из первых российских НКО.

## Адреса
- Набережная реки Мойки, 55 (ныне 64/1), дом Демидовых.
- Адмиралтейская площадь, 13, дом Щербакова (ныне Адмиралтейский проспект,10)[6].
- Дом Тарасова у Измайловского моста (летнее помещение), дом Якунчикова у Синего моста (зимнее помещение)[2].